# Christophe André

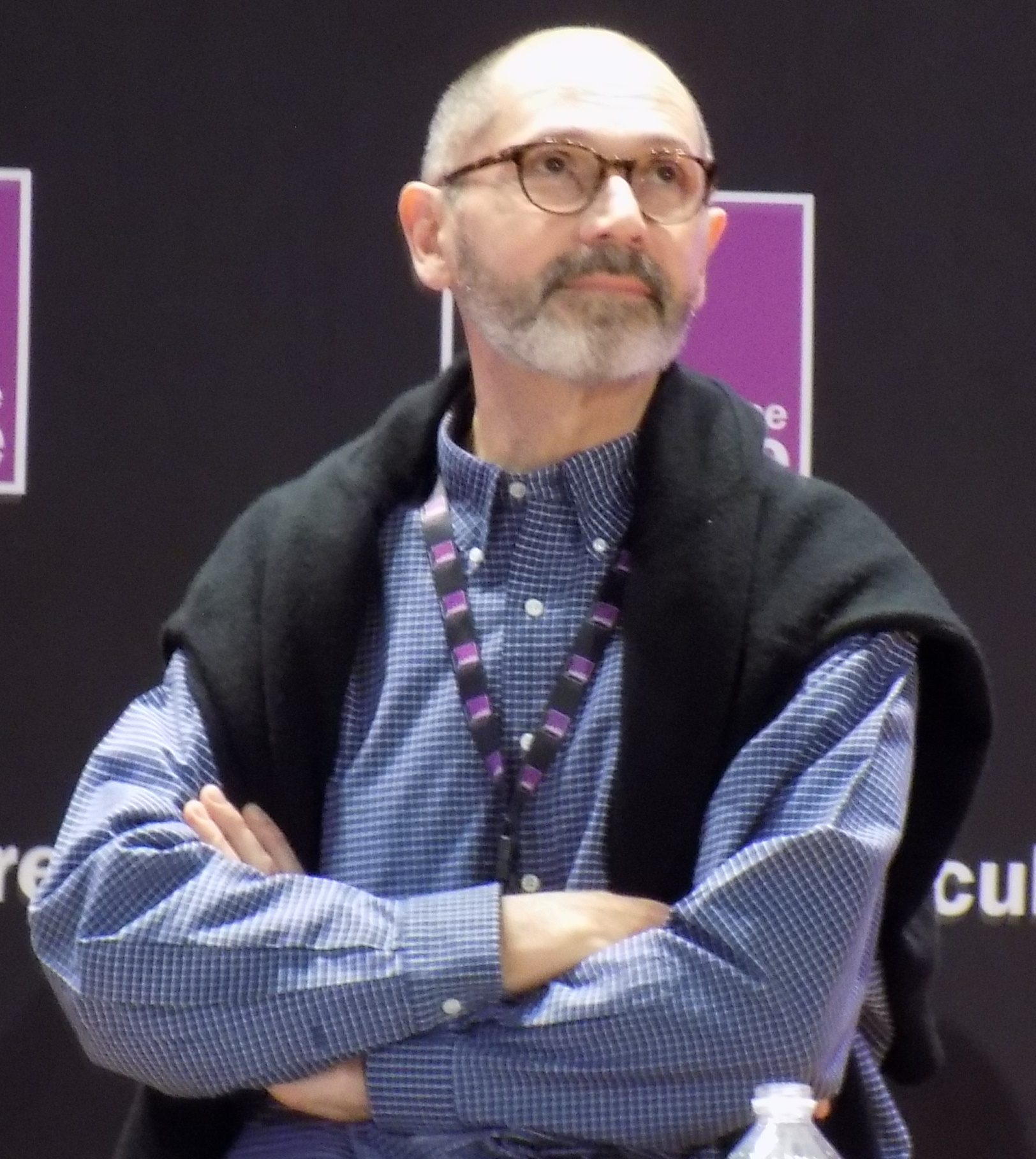
Christophe André (2016)

Christophe André (* 1956 in Toulouse) ist französischer Psychiater und Psychotherapeut im Hôpital Sainte Anne in Paris, wo er sich mit der Behandlung von Angstzuständen und Phobien befasst. Er ist Autor zahlreicher populärer psychologischer Sachbücher, die in Frankreich auf den Bestsellerlisten stehen.
André ist verheiratet und Vater dreier Kinder.
Ein Schwerpunkt seiner Veröffentlichungen ist die Psychologie der Emotionen. Seine Werke werden in den Bestsellerlisten geführt, er erhielt den „Prix Psychologies Magazine 2006“ für „die Abhandlung, die hilft, sein Leben besser zu leben“ (französisch „l'essai qui aide à mieux vivre sa vie“).